# Henrik Georg Clausen
Henrik Georg Clausen (auch Heinrich Georg Clausen) (* 12. März 1759 in Karlum; † 25. Februar 1840) war ein dänischer evangelisch-lutherischer Geistlicher.

## Leben

### Familie
Henrik Georg Clausen war einer von vier Söhnen des Claus Henrik Clausen (1712–1773), Prediger in Karlum und dessen Ehefrau Christine Boldich (1724–1804), Tochter des Pastors Boldich in Bevtoft. Seine Geschwister waren:
- Sophie Magdalene Clausen (* 8. Januar 1749 in Karlum: † 1820),

- Henriette Augusta Clausen (* 1. Februar 1751 in Karlum; † 21. Juni 1829),

- Paul Christian Clausen (* 22. Januar 1753; † 13. November 1795),

- Anna Jacobine Clausen (* 21. Oktober 1754 in Karlum; † unbekannt),

- Frederik Wilhelm Clausen (24. August 1756 in Karlum; † 25. Juni 1823), Kammerrat in Tönning,

- Gottlieb Ernst Klausen, dänischer Lehrer, Dichter und Übersetzer.

Kurz nachdem sein Vater nach Vilstrup versetzt wurde, verstarb dieser und Henrik Georg Clausen wurde von einem Verwandten, dem Konsistorialrat Glud aufgenommen und erzogen.
Henrik Georg Clausen war seit 1789 verheiratet mit Sophie Magdalene Schiern (* 26. Oktober 1769 in Maribo; † 11. Oktober 1817 in Kopenhagen), der Tochter des Propstes Schiern aus Heistedt, die 1817 starb. Gemeinsam hatten sie sechs Kinder:
- Pauline Christine Clausen (* 2. Juni 1791 in Maribo; † 5. Dezember 1840 in Garding),
- Henrik Nicolai Clausen, Hochschullehrer und Politiker,
- Julie Annette Clausen (* 18. März 1795 in Maribo; † 5. Dezember 1887 in Kopenhagen)
- Carl Gotlieb Clausen (* 14. Mai 1797 in Holbæk; † 22. Juli 1861)
- Sophie Georgia Georgina Clausen (* 24. Juni 1799 in Kopenhagen; † 21. Mai 1877 in Kopenhagen)
- Emil Theodor Clausen (* 12. Februar  1802 in Kopenhagen; † 31. August 1851 in Boeslunde)

### Werdegang
Er besuchte die lateinische Schule in Horsens bei Rektor Johan Henrik Tauber (1743–1816) und kam 1777 nach Kopenhagen, um dort zu studieren. Nachdem er die hierfür erforderlichen Examen, u. a. mit Auszeichnung bestanden hatte, begann er das Theologie-Studium. Während des Studiums erlernte er auch die französische und englische Sprache.
Nach bestandenem Studium nahm er an den Übungen der homilitischen Gesellschaft teil, die von Bischof Nicolai Edinger Balle geleitet wurden. Er erhielt 1784 die Stelle eines Hofmeisters beim Stiftsamtmann für Lolland, den Kammerherrn Frederik Carl Krag Juel Vind Frijs (1753–1815) in Juelling. Dort lernte er auch seine spätere Ehefrau kennen.
Er wurde 1789 zum Kaplan in Maribo und 1796 in Kalundborg ernannt. 1797 wurde die Stelle des Kaplans an der Frauenkirche in Kopenhagen frei und seiner Bewerbung auf das Amt wurde stattgegeben. Aufgrund der zentralen Lage wirkte er nicht nur in der Hauptstadt, sondern auch auf das umliegende Umland. Weil seine Predigten großen Anklang fanden, war der Raum der Frauenkirche immer sehr voll mit Zuhörern gefüllt. 
1799 wurde er Vorsteher einer homiletischen Gesellschaft von jungen Theologen, die sich als Prädikanten ausbilden lassen wollten; diese Gesellschaft ging durch seine Mitwirkung 1808 in ein Pastoralseminarium über. 
Er stand in Verbindung mit freigesinnten Männern wie beispielsweise Johan Ludvig Heiberg und Knud Lyne Rahbek von deren Schriften er Mitherausgeber der Zeitschrift "For Sandhed" war. 
1807 brannte die Frauenkirche sowie sein in der Nähe befindliches Haus nieder, weil während eines Angriffs der britischen Flotte der Turm der Kirche einen Treffer durch eine Congreve’sche Rakete erhielt und auf das Kirchenschiff stürzte, das daraufhin ausbrannte; dies führte dazu, dass der Gottesdienst zur Trinitätskirche verlegt wurde. Nach der Versetzung von dessen Kaplan, war Henrik Georg Clausen der einzige Kaplan der Frauengemeinde. 
Vor 1810 wurde er zum Lehrer in der Homiletik und Katechetik (mit dem Prädikat eines Professors) in dem königlichen Predigerseminar ernannt. 
1810 erhielt er die Ernennung zum Stiftspropst von Seeland und Hauptprediger bei der Frauenkirche in Kopenhagen. 
1813 wurde er Mitglied einer Kommission, die die Kirchengesetze revidierte und 1814 war er Mitglied der neu errichteten Direktion für das Bürger- und Armenschulwesen. 
1833/34 ließ er sich aus gesundheitlichen Gründen von seiner Stelle im Pastoralseminar und in der Schuldirektion entbinden sowie ab 1836 vom Unterricht der Konfirmanden befreien. Im März 1838 bat er um seinen Abschied. Seine letzten beiden Lebensjahre verbrachte er auf dem Land. 

### Wirken
Henrik Georg Clausen galt zu seiner Zeit als Dänemarks größter Prediger und war in diesem Land einer der wichtigsten Vertreter der rationalistischen Richtung, mit kantisch-moralischer Prägung.

## Auszeichnungen
1811 erhielt er von Friedrich VI. den Dannebrogorden.
Am 29. April 1838 überreichte ihm der Dekan Matthias Hagen Hohlenberg (1797–1845) der theologischen Fakultät der Universität Kopenhagen das theologische Doktordiplom h. c.

## Werke (Auswahl)
- Vi ere et lykkeligt folk, om vi vide at skjønne paa vor lykke. Kopenhagen, K.H. Seidelin, 1798
- Tale ved Højtideligheden i det kongelige musikalske Akademie den 16 April i Anledning af anden April 1801. Kopenhagen 1801
- For Sandhed. Et Fjerdingaarsskrift. (Fjerde Bind udgivet af et Selskab, samlet af K.L. Rahbek. Siette Bind, samlet af H.G. Clausen og L. Kruse.). Zeitschrift 6 Bd. Kopenhagen 1798-1802
- Hvad Følger det vil have, om vor Tids Forlystelssyge skal vedblive at udbrede sig: Prædiken, holden i Frue Kirke til Høimesse paa tredie Søndag iFasten 1803. Kopenhagen: K. H. Seidelin 1803
- De Bønner, som ethvert Folk har Aarsag til at gjøre for sin Konge: Prædiken holden i Frue Kirke til Aftensang den 29de Januar 1804 paa Søndag Septuag. Kopenhagen 1804
- Prædikener holdne i Frue-Kirke i Kjøbenhavn. Kopenhagen Eget forlag 1800-1805
- mit C. T. Eckermann: Die neuesten Religionsbegebenheiten fordern uns auf das nachdrücklichste auf, zu bedenken, wie glücklich wir durch unser vernünftiges Christentum sind; eine Predigt am Reformationsfeste 1804. Kiel: Neue academ. Buchhandlung, 1805.
- Betænkninger i Anledning af Biskop Boisens Plan til Forbedring ved den offentlige Gudsdyrkelse. Kopenhagen trykt hos Morthorskes Enke & Comp., 1806
- mit Friedrich Münter und Albrecht Heinrich Matthias Kochen: Reden bei Einweihung der wiederhergestellten St. Petrikirche in Kopenhagen den 14. Julius 1816. Kopenhagen Bonnier 1816
- mit J  P Sternhagen und Johann Friedrich Hammerich: Predigten, herausgegeben in Beziehung auf die Jubelfeier der Reformation im Jahre 1817. Altona Hammerich 1818
- Selvmorderens Brøde: Prædiken holden i Trinitatis Kirke paa sjette Søndag efter Paaske 1818. Kopenhagen 1818
- Tale holden i Selskabet for Efterslægten ved Høitideligholdelsen af dets Stiftelsesdag den 4de Marts 1820. Kopenhagen 1820
- Kristnes Haab under de nærværende Kristenforfølgelser: Prædiken, holden i Trinitatis Kirke paa Reformationsfesten den tyvende Søndag efter Trinit. 1821. Kopenhagen Andreas Seidelin 1821
- Vor tusindaarige Kristendom opfordrer os til Tak og til Haab: Prædiken paa Jubelfesten 1826. S.L.: s.n., 1829
- Hvad der paaligger os som lærere i den evangelisk-protestantiske kirke: synodal-prædiken, holden i Roeskilde Domkirke den 7de Juli 1830. Kopenhagen: Paa Universitetsboghandler C.A. Reitzels Forlag, 1830
- Intimationstale ved Bispevielsen den 21 de Søndag efter Trin. 1831
- Med hvilke Forsætter vi skulle indtræde i et nyt Aarhundrede efter Reformationens Indførelse i vort Fædreland: Prædiken holden i Frue Kirke ved Reformationens Jubelfest den 1ste November 1836. Kopenhagen C.A. Reitzel, 1836
- Stiftsprovst Clausens Afskedsord til Frue Menighed, fremførte efter Høimesse-Prædiken i Frue Kirke 2den Søndag efter Paaske. Kopenhagen 1838